# Solayoh
«Solayoh» — песня в исполнении белорусской певицы Алёны Ланской, с которой она представила Беларусь на конкурсе песни «Евровидение-2013». Авторами песни являются Марк Паелинк и Мартин Кинг.

## Список треков сингла
| №  | Название                       | Длительность |
| -- | ------------------------------ | ------------ |
| 1. | «Solayoh» (Eurovision version) | 3:01         |
| 2. | «Solayoh» (Karaoke version)    | 3:00         |

## Интересное
- В музыкальном клипе на песню «Solayoh» принял участие победитель конкурса песни Евровидение 2009, белорус по происхождению — Александр Рыбак[5].